# Демирчян, Дереник Карапетович
Дерени́к Карапе́тович Демирчя́н (Демирчоглян) (арм. Դերենիկ Կարապետի Դեմիրճյան (Դեմիրճօղլյան); 6 [18] февраля 1877, Ахалкалаки, Тифлисская губерния — 6 декабря 1956, Ереван) — армянский советский писатель, поэт и переводчик, драматург, педагог. Заслуженный деятель искусств Армянской ССР (1940). Академик Академии наук Армянской ССР (1953).

## Биография
Является двоюродным братом Ваагна Демирчогляна.
В 1909 г. окончил педагогический факультет Женевского университета. Работал педагогом, входил в литературный кружок Вернатун.
Первый сборник стихов вышел в 1899.
В 1934 году — делегат от Армянской ССР на Первом съезде писателей СССР.
Автор пьес «Наполеон Коркотян», «Капутан», «Страна родная» (1939), монументального романа «Вардананк» (ч. 1—2, 1943—46, 2-е переработанное издание, 1951) о Вардане Мамиконяне и народно-освободительной войне армян 451 года.

## Награды
- орден Ленина (31.01.1939)
- 2 ордена Трудового Красного Знамени (30.04.1945; 27.06.1956)
- медали
- Заслуженный деятель искусств Армянской ССР (1940)